# Филлантус эмблика
Филлантус эмблика(лат. Phyllanthus emblica, syn. Emblica officinalis) — плодовое дерево, один из видов рода Филлантус. Другие названия: амла, амалаки, индийский крыжовник, эмблика, миробалан серый.

## Описание
Эмблика — полулистопадное дерево высотой до 2—8 метров с гладкой серо-коричневой корой и узкими продолговатыми листьями 1—2 см длиной и 3 мм шириной. Плод круглый, зеленовато-жёлтый, реже — оранжеватый, диаметром 2—3 см. Внутри содержится хрустящая сочная мякоть с шестью маленькими семенами.

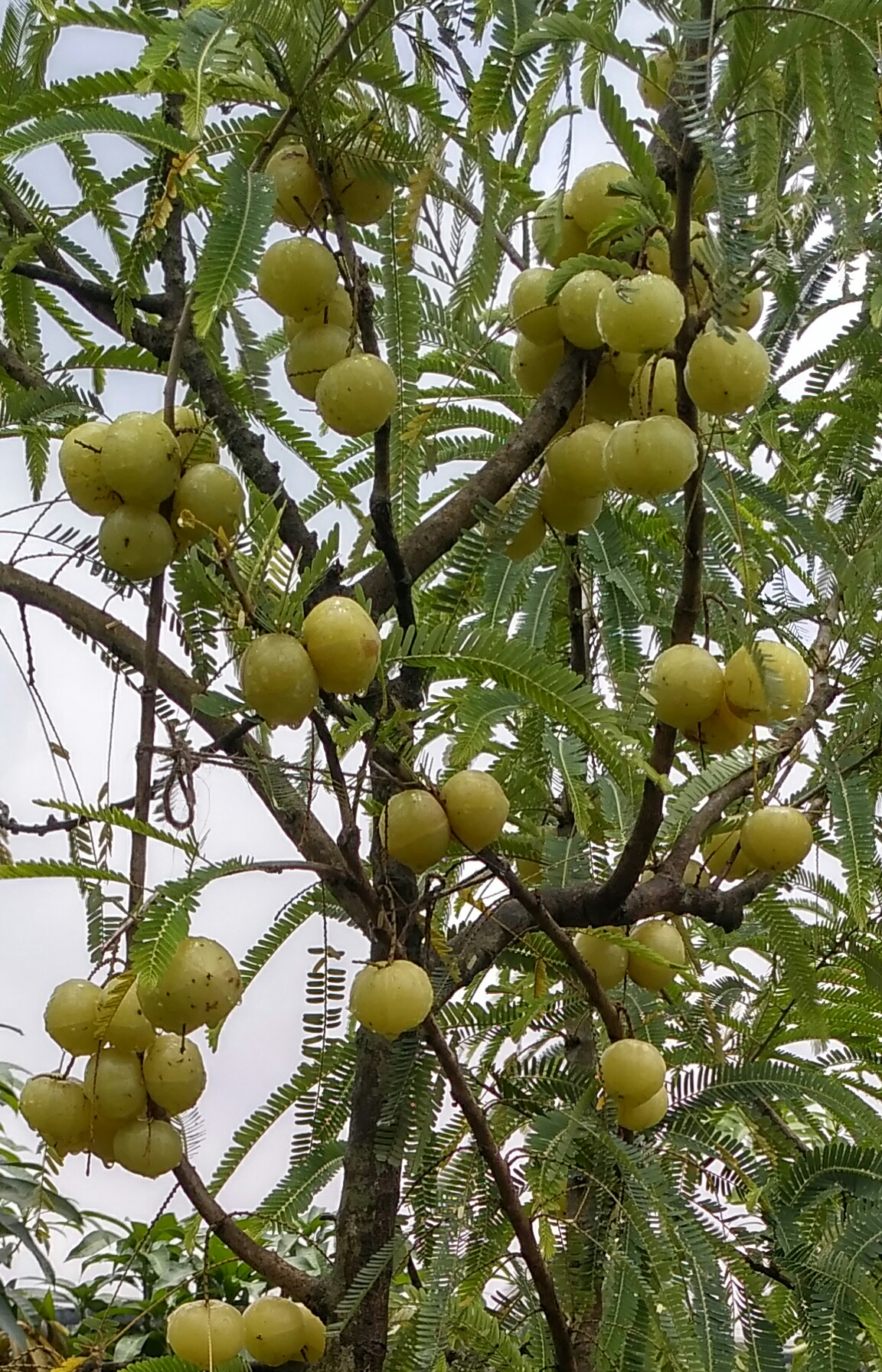
Эмблика

## Распространение
Родина эмблики — Юго-Восточная Азия. В настоящее время растение культивируется в Южном Китае, Пакистане, Таиланде, Малайзии, Индии, Бангладеш и Шри-Ланке.

## Использование
Используется в аюрведической медицине, входит в состав аюрведических лекарств чаванпраш, трифала, а также входит в состав других аюрведических средств. Издревле масло амлы используется для укрепления волос. Природный источник витамина С.

## В культуре
В буддизме тхеравады филлантус эмблика считается деревом просветления двадцать первого будды прошлого Пуссы.